# Hurbache
Hurbache – miejscowość i gmina we Francji, w departamencie Wogezy, w regionie Grand Est, nad rzeką Hure. Według danych na rok 2006, gminę zamieszkiwało 308 osób.